# Megaselia orientata
Megaselia orientata är en tvåvingeart som först beskrevs av Malloch 1912.  Megaselia orientata ingår i släktet Megaselia och familjen puckelflugor. Inga underarter finns listade i Catalogue of Life.